# بلک بولت
بلک بولت (به انگلیسی: Black Bolt) یکی از کاراکتر های مارول است. این شخصیت تخیلی، توسط نویسنده استن لی و طراح جک کربی خلق شده‌است که برای اولین بار، در شماره ۴۵ چهار شگفت‌انگیز در دسامبر ۱۹۶۳ معرفی شد.
او رهبر گروه «ناانسان ها» می باشد.
نسخه‌ای از او در فیلم‌ دکتر استرنج در چندجهانی دیوانگی حضور یافت و توسط اسکارلت ویچ کشته شد.